# The Underdoggs
The Underdoggs è un film del 2024 diretto da Charles Stone III.

## Trama
Jaycen Jenning, ex stella del football ed ormai dimenticata, viene condannato a svolgere dei lavori socialmente utili nella sua città natale e nel contempo allenare gli Underdogs, una squadra di bambini senza regole.

## Distribuzione
Il film è stato distribuito sulla piattaforma Amazon Prime Video il 26 gennaio 2024.